# Trichonephila komaci
Espèce
Synonymes
- Nephila komaci Kuntner & Coddington, 2009

Statut de conservation UICN

 LC  : Préoccupation mineure
Trichonephila komaci est une espèce d'araignées aranéomorphes de la famille des Araneidae.

## Distribution
Cette espèce se rencontre à Madagascar, en Tanzanie à Zanzibar et en Afrique du Sud,.

## Description
Le male mesure 8,7 mm et les femelles de 32,9 à 39,7 mm.

## Systématique et taxinomie
Cette espèce a été décrite sous le protonyme Nephila komaci par Kuntner et Coddington en 2009. Elle est placée dans le genre Trichonephila par Kuntner et al. en 2019.

## Étymologie
Cette espèce est nommée en l'honneur d'Andrej Komac.

## Publication originale
- Kuntner & Coddington, 2009 : « Discovery of the largest orbweaving spider species: the evolution of gigantism in Nephila. » PLOS One, vol. 4, no 10, e7516, p. 1-5 (texte intégral).